# 北倭村
北倭村（きたやまとむら）は奈良県北部、生駒郡に属していた村。現在は生駒市の北部。

## 歴史
1889年（明治22年）、町村制の施行に伴い発足。はじめ新村名として「高山」が提案されると異議が盛んに起こり、とっさに「北大和村」が提案されたところ満場一致で即決。これを二文字に修正して「北倭村」になったという。
明治20年代から、前田正名の主唱によって全国的に村是運動や農会設立が展開されたが、北倭村では1896年（明治29年）に農会が設立され、1899年（明治32年）までには北倭村是が定められた。北倭村ではこれに伴って、耕地や溜池が築かれ、養蚕・養鶏が盛んになるなどし、1901年（明治34年）には全国八ヶ村モデル地区の一つに挙げられる。この後、1911年（明治44年）と1915年（大正4年）に二度、模範村として顕彰された。
また北倭村は「里子の村」として有名になる。村では大正の頃から個人的に里子を預かることが増えていっていたが、やがて大阪府や大阪市の外郭施設・団体が北倭村役場等を通じて、里子を委託するようになった。里子の数は1935年（昭和10年）頃には300人を超え、戦時中には700人に及び、村の戸数の三分の一以上の家庭が里親の経験者となる。戦後の1947年（昭和22年）に児童福祉法が制定され、里子はそれぞれの府県で保護されるようになったため、北倭村の里子は徐々に減っていった。

### 沿革
- 1889年（明治22年）4月1日 - 町村制の施行により、添下郡の高山村・鹿畑村・上村・南田原村・北田原村の5つの村が合併し添下郡北倭村が成立した。
- 1897年（明治30年）4月1日 - 所属郡を生駒郡に変更する。
- 1957年（昭和32年）3月31日 - 生駒町に編入されて、北倭村が消滅する。

## 交通

### 道路
- 二級国道163号大阪四日市線（現：国道163号）
- 主要地方道枚方大和高田線

## 学校
- 奈良県立奈良高等学校北倭分校